# Around the World in a Day
Albums de Prince & The Revolution
Purple Rain
(1984) Parade
(1986)
Singles
1. Paisley Park
Sortie : 24 mai 1985 (Royaume-Uni)
2. Raspberry Beret
Sortie : 15 mai 1985
3. Pop Life
Sortie : 10 juillet 1985
4. America
Sortie : 2 octobre 1985

Around the World in a Day est le septième album de Prince, publié le 22 avril 1985. Il est enregistré avec son groupe The Revolution, qui est mentionné sur la pochette. Le disque est dans une veine pop psychédélique, dans la lignée de son prédécesseur Purple Rain, quoique davantage synthétique, avec une moindre présence de la guitare électrique. Quatre singles en ont été extraits, le plus célèbre étant Raspberry Beret.

## Liste des titres
| No | Titre                     | Auteur                               | Durée |
| -- | ------------------------- | ------------------------------------ | ----- |
| 1. | Around the World in a Day | Prince, John L.Nelson, David Coleman | 3:27  |
| 2. | Paisley Park              | Prince                               | 4:41  |
| 3. | Condition of the Heart    | Prince                               | 6:46  |
| 4. | Raspberry Beret           | Prince                               | 3:31  |
| 5. | Tamborine                 | Prince                               | 2:46  |
| 6. | America                   | Prince and The Revolution            | 3:40  |
| 7. | Pop Life                  | Prince                               | 3:42  |
| 8. | The Ladder                | Prince, John L.Nelson                | 5:26  |
| 9. | Temptation                | Prince                               | 8:21  |

## Personnel principal
- Prince : chant, guitare, basse, claviers, synthés
- Wendy Melvoin : guitares, chœurs
- Brownmark : basse, chœurs
- Lisa Coleman : claviers, chœurs
- Dr. Fink : claviers
- Eddie M. : saxophone
- Suzie Katayama : violoncelle
- David Coleman : violoncelle, oud, percussions, chœurs
- Susannah Melvoin : chœurs
- Bobby Z. : batterie, percussions

## Charts
| Pays             | Charts                 | Meilleure position | Réf   |
| ---------------- | ---------------------- | ------------------ | ----- |
| Autriche         | Ö3 Austria Top 40      | 7                  | [ 3 ] |
| États-Unis       | Billboard 200          | 1                  | [ 4 ] |
| États-Unis       | Top R&B/Hip-Hop Albums | 4                  | [ 4 ] |
| Norvège          | VG-lista               | 10                 | [ 5 ] |
| Nouvelle-Zélande | RIANZ                  | 16                 | [ 6 ] |
| Suède            | Sverigetopplistan      | 1                  | [ 7 ] |
| Suisse           | Swiss Music Charts     | 8                  | [ 8 ] |